# Vlag van Colfontaine
De vlag van Colfontaine is op 25 oktober 1999 bij raadsbesluit vastgesteld als de vlag van de Henegouwse gemeente Colfontaine. De vlag kan als volgt worden beschreven:
Twee even lange banen van groen en van geel met op het midden het gemeentewapen.
De vlag werd pas op 20 december 1999 bevestigd door de Franse Gemeenschapsregering. De kleuren zijn ontleend aan het gemeentewapen, dat ook op de vlag is afgebeeld.